# Società Sportiva Pro Roma
La Società Sportiva Pro Roma è stata una società polisportiva di Roma fondata il 28 agosto 1911 dalle ceneri del Club Sportivo Ardor. La sezione più titolata della società fu sicuramente quella calcistica, una delle più antiche d'Italia. Oltre a una squadra di calcio, l'associazione aveva anche squadre di tamburello e di sfratto e si dedicava al podismo e al nuoto.

## Storia della sezione calcistica
La Pro Roma venne fondata all'interno della più generale polisportiva, sul modello della SS Lazio. La maglia della squadra era bianca col risvolto nero o rosso. La prima partita venne disputata contro la Lazio nel novembre 1911: la Pro Roma venne travolta per 7-0.

L'albero genealogico dell'AS Roma

Le prime partite furono disputate a Piazza d'Armi; solo nel marzo 1912 la società inaugurò il suo campo sportivo in Via Ostiense 9. La prima partita giocata in quello stadio (Pro Roma-Fortitudo) venne disputata il 17 marzo 1912. Nell'estate 1912 la FIGC decise di ammettere alla Prima Categoria anche le squadre del centro-sud. La Pro Roma dovette affrontare nel turno preliminare la Tebro: la partita finì 2-1 per la Pro Roma (doppietta di Carrega) che si qualificò così al campionato di vertice. Nel girone laziale però la Pro Roma arrivò solo penultima.

Una formazione della Pro Roma

Nei campionati successivi non andò meglio per la Pro Roma con la squadra sempre eliminata nel girone laziale. L'11 aprile 1915 venne inaugurato il nuovo stadio: lo Stadio Flaminio. Dopo varie stagioni mediocri, al termine della stagione 1921-22 la squadra venne retrocessa in Seconda Divisione. Tornò in Prima Divisione solo al termine della stagione 1923-24.
Nel 1926, per volere del regime fascista, si fuse con la Fortitudo, dando vita alla Fortitudo Pro Roma che nel 1926-27 partecipò al Campionato Divisione Nazionale.